# Waltraud Neid
Waltraud Neid (* 1942) ist eine deutsche Filmschauspielerin und ehemalige Kinderdarstellerin.
Neid verkörperte 1954 in Gustav Ucickys Filmdrama Die Hexe im ersten Drittel des Films die 12-jährige Maria Hoidek, die mit der besonderen Gabe ausgestattet ist, Dinge vorauszusehen. Die erwachsene Maria wurde von Anita Björk dargestellt. In ihren Filmszenen ist Neid Partnerin von Karlheinz Böhm, der den späteren Ehemann der Titelheldin verkörperte, des Weiteren von Attila Hörbiger, der ihren Vater spielte, sowie von Viktoria von Ballasko, die als Stiefmutter der 12-jährigen agierte.
Soweit bekannt, blieb das ihre einzige Filmrolle. Ihre Spur verliert sich danach.  

## Filmografie
- 1954: Die Hexe